# Vinasat-1
O Vinasat-1 é um satélite de comunicação geoestacionário vietnamita construído pela empresa estadunidense Lockheed Martin. Ele está localizado na posição orbital de 132 graus de longitude leste e é operado pela Vietnam Posts and Telecommunications Group. O satélite foi baseado na plataforma A2100A e sua vida útil estimada é de 15 anos.

## Lançamento
O satélite foi lançado com sucesso ao espaço em 18 de abril de 2008 às 22:17:00 UTC, juntamente com o satélite StarOne C2 a partir do Centro Espacial de Kourou, na Guiana Francesa, através de um foguete Ariane 5 ECA. O lançamento foi feito pela empresa francesa Arianespace. Ele tinha uma massa de lançamento de 2.637 kg.

## Capacidade e cobertura
O Vinasat-1 é equipado com 12 transponders em banda Ku e 8 em banda C para fornecer áudio, vídeo, e serviços de Internet para o Vietnã, Leste da Ásia, Índia, Austrália, Japão e Havaí.